# Lista de vereadores de Pau dos Ferros

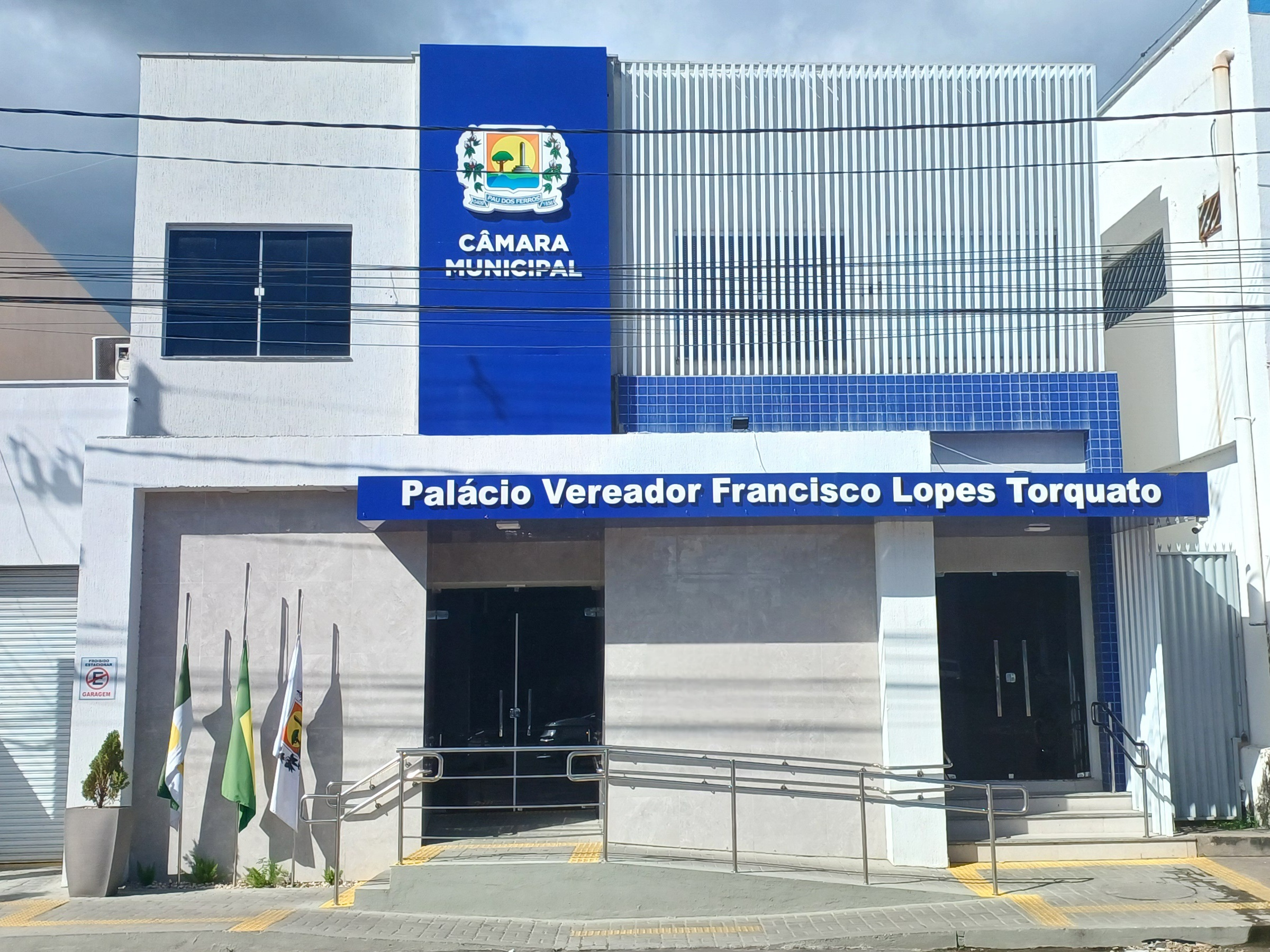
Sede da câmara municipal de Pau dos Ferros.

Esta é a lista de vereadores de Pau dos Ferros, município brasileiro do estado do Rio Grande do Norte.
A administração municipal se dá pelos poderes executivo, representado pelo prefeito, e legislativo, constituído pela câmara municipal, localizada no Palácio Vereador Francisco Lopes Torquato, que está composta por onze vereadores eleitos para mandatos de quatro anos, em observância ao disposto no artigo 29 da Constituição federal. Cabe à casa elaborar e votar leis fundamentais à administração e ao executivo, especialmente o orçamento participativo (Lei de Diretrizes Orçamentárias).

## Legislatura de 2021–2024
Estes são os vereadores eleitos nas eleições de 15 de novembro de 2020, pelo período de 1° de janeiro de 2021 a 31 de dezembro de 2024:
|    | Nome                                                                                    | Partido                             | Votos | %    | Observações |
| -- | --------------------------------------------------------------------------------------- | ----------------------------------- | ----- | ---- | ----------- |
| 1  | Zélia Maria Leite (São Francisco do Oeste, 21.05.1958–)                                 | Democratas (DEM)                    | 878   | 5,73 | 2º mandato  |
| 2  | Francisco José Fernandes de Aquino, Gordo do Bar (Pau dos Ferros, 11.10.1974–)          | Democratas (DEM)                    | 844   | 5,51 | 3º mandato  |
| 3  | Reginaldo Alves da Silva, Reginaldo de Assis Bigodão (Pau dos Ferros, 03.03.1982–)      | Partido Liberal (PL)                | 785   | 5,13 | 1º mandato  |
| 4  | Francisco Augusto de Queiroz, Xixico (São Miguel, 29.07.1958–)                          | Partido Liberal (PL)                | 725   | 4,73 | 2º mandato  |
| 5  | José Alves Bento, Galego do Alho (Cajazeiras, 31.08.1976–)                              | Partido Liberal (PL)                | 693   | 4,53 | 2º mandato  |
| 6  | Francisco Gutemberg Bessa de Assis, Gugu Bessa (Pau dos Ferros, 18.12.1976–)            | Democratas (DEM)                    | 662   | 4,32 | 3º mandato  |
| 7  | Josefa Aldacéia Chagas de Oliveira, Professora Aldacéia (Rafael Fernandes, 02.01.1963–) | Partido dos Trabalhadores (PT)      | 631   | 4,12 | 1º mandato  |
| 8  | Alexsander Magnus Nunes Rocha, Leka Frentista (Pau dos Ferros, 17.03.1982–)             | Democratas (DEM)                    | 583   | 3,81 | 1º mandato  |
| 9  | Célio de Queiroz Lopes, Célio da Farmácia (Pau dos Ferros, 21.06.1966–)                 | Democratas (DEM)                    | 574   | 3,75 | 1º mandato  |
| 10 | Francisca Itacira Aires Nunes, Bolinha (2021-2022) (Pau dos Ferros, 09.05.1956–)        | Partido Liberal (PL)                | 560   | 3,66 | 4º mandato  |
| 11 | Francisco Deusivan dos Santos Nasário (Tenente Ananias, 21.04.1983–)                    | Partido Comunista do Brasil (PCdoB) | 484   | 3,16 | 1º mandato  |

## Legislatura de 2017–2020
Estes são os vereadores eleitos nas eleições de 2 de outubro de 2016, pelo período de 1° de janeiro de 2013 a 31 de dezembro de 2016:
|    | Nome                                                                           | Partido                                            | Votos | %    | Observações |
| -- | ------------------------------------------------------------------------------ | -------------------------------------------------- | ----- | ---- | ----------- |
| 1  | Renato Alves da Silva (Pau dos Ferros, 11.08.1983–)                            | Democratas (DEM)                                   | 959   | 5,85 | 2º mandato  |
| 2  | José Gilson Rêgo Gonçalves (Pau dos Ferros, 19.08.1972–)                       | Democratas (DEM)                                   | 897   | 5,47 | 3º mandato  |
| 3  | Francisco Gutemberg Bessa de Assis, Gugu Bessa (Pau dos Ferros, 18.12.1976–)   | Democratas (DEM)                                   | 841   | 5,13 | 2º mandato  |
| 4  | Eraldo Alves de Queiroz (2017-2018) (Pau dos Ferros, 02.06.1964–)              | Partido Social Democrático (PSD)                   | 755   | 4,60 | 6º mandato  |
| 5  | Francisco Augusto de Queiroz, Xixico (São Miguel, 29.07.1958–)                 | Partido Social Democrático (PSD)                   | 748   | 4,56 | 1º mandato  |
| 6  | Hugo Alexandre dos Santos (2019-2020) (Pau dos Ferros, 19.08.1985–)            | Partido Trabalhista Nacional (PTN)                 | 727   | 4,43 | 1º mandato  |
| 7  | Francisco de Assis Monteiro, Sargento Monteiro (Pau dos Ferros, 03.03.1976–)   | Partido Social Democrático (PSD)                   | 713   | 4,35 | 1º mandato  |
| 8  | José Alves Bento, Galego do Alho (Cajazeiras, 31.08.1976–)                     | Partido do Movimento Democrático Brasileiro (PMDB) | 659   | 4,02 | 1º mandato  |
| 9  | Francisca Itacira Aires Nunes, Bolinha (Pau dos Ferros, 09.05.1956–)           | Partido Social Democrático (PSD)                   | 624   | 3,81 | 3º mandato  |
| 10 | Francisco José Fernandes de Aquino, Gordo do Bar (Pau dos Ferros, 11.10.1974–) | Democratas (DEM)                                   | 604   | 3,68 | 2º mandato  |
| 11 | Jader Júnior de Lima Araújo, Junhão (Pau dos Ferros, 24.10.1972–)              | Partido Social Democrata Cristão (PSDC)            | 557   | 3,40 | 1º mandato  |

## Legislatura de 2013–2016
Estes são os vereadores eleitos nas eleições de 7 de outubro de 2012, ou que assumiram após o início da legislatura, pelo período de 1° de janeiro de 2013 a 31 de dezembro de 2016:
|   | Nome                                                                             | Partido                                            | Votos | %    | Observações |
| - | -------------------------------------------------------------------------------- | -------------------------------------------------- | ----- | ---- | ----------- |
| 1 | José Gilson Rego Gonçalves (2015-2016) (Pau dos Ferros, 19.08.1972–)             | Democratas (DEM)                                   | 967   | 5,84 | 2º mandato  |
| 2 | Francisco José Fernandes de Aquino, Gordo do Bar (Pau dos Ferros, 11.10.1974–)   | Democratas (DEM)                                   | 908   | 5,48 | 1º mandato  |
| 3 | Antonio Avelino do Nascimento (Pau dos Ferros, 02.05.1957–)                      | Partido Progressista (PP)                          | 866   | 5,23 | 3º mandato  |
| 4 | Francisca Itacira Aires Nunes, Bolinha (2013-2014) (Pau dos Ferros, 09.05.1956–) | Democratas (DEM)                                   | 807   | 4,87 | 2º mandato  |
| 5 | Francisco Gutemberg Bessa de Assis, Gugu Bessa (Pau dos Ferros, 18.12.1976–)     | Democratas (DEM)                                   | 790   | 4,77 | 1º mandato  |
| 6 | Tércia Maria Batalha (Pau dos Ferros, 08.09.1954–)                               | Partido Socialista Brasileiro (PSB)                | 756   | 4,56 | 5º mandato  |
| 7 | Eraldo Alves de Queiroz (Pau dos Ferros, 02.06.1964–)                            | Democratas (DEM)                                   | 683   | 4,12 | 5º mandato  |
| 8 | Kasumaro Kened da Silva (Marcelino Vieira, 16.11.1986–)                          | Partido do Movimento Democrático Brasileiro (PMDB) | 575   | 3,47 | 1º mandato  |
| 9 | Renato Alves da Silva (Pau dos Ferros, 11.08.1983–)                              | Partido do Movimento Democrático Brasileiro (PMDB) | 476   | 2,87 | 1º mandato  |

### Vereadores licenciados
|   | Nome                                                                         | Partido          | Votos | %    | Observação                                                                      |
| - | ---------------------------------------------------------------------------- | ---------------- | ----- | ---- | ------------------------------------------------------------------------------- |
| — | Marta Maria Pontes Feitosa Chaves, Marta da 36 (Pau dos Ferros, 29.07.1964–) | Democratas (DEM) | 749   | 4,52 | Licenciou-se para assumir o cargo de secretária municipal de cultura e turismo. |

### Ex-vereadores
|   | Nome                                                                      | Partido                              | Votos | %    | Observações |
| - | ------------------------------------------------------------------------- | ------------------------------------ | ----- | ---- | --- |
| — | Edgar de Queiroz (Martins, 11.08.1967–)                                   | Partido Republicano Brasileiro (PRB) | 855   | 5,16 | Foi empossado duas vezes durante a legislatura, tendo seu mandato extinto em 2015. Com a extinção, assumiu o suplente Renato Alves.                      |
| — | Manoel Augusto de Queiroz, Manoel Florêncio (Pau dos Ferros, 01.06.1965–) | Democratas (DEM)                     | 747   | 4,51 | Licenciou-se em julho de 2014 por motivos de saúde, assumindo, em seu lugar, o suplente Eraldo Alves. Faleceu em Brasília, no dia 22 de janeiro de 2015. |

## Legislatura de 2009–2012
Estes são os vereadores eleitos nas eleições de 5 de outubro de 2008, pelo período de 1° de janeiro de 2009 a 31 de dezembro de 2012:
|   | Nome                                                                                  | Partido                                            | Votos | %    | Observações |
| - | ------------------------------------------------------------------------------------- | -------------------------------------------------- | ----- | ---- | ----------- |
| 1 | Maria do Socorro Pontes Feitosa, Socorro da 36 (Pau dos Ferros, 10.11.1946–)          | Partido Progressista (PP)                          | 813   | 5,28 | 3º mandato  |
| 2 | José Gilson Rego Gonçalves (Pau dos Ferros, 19.08.1972–)                              | Democratas (DEM)                                   | 687   | 4,46 | 1º mandato  |
| 3 | Francisco Ubiratan de Aquino, Sargento Bira (Pau dos Ferros, 09.01.1967)              | Partido Progressista (PP)                          | 686   | 4,46 | 1º mandato  |
| 4 | Antonio Avelino do Nascimento (Pau dos Ferros, 02.05.1957–)                           | Partido Progressista (PP)                          | 672   | 4,37 | 2º mandato  |
| 5 | Manoel Augusto de Queiroz, Manoel Florêncio (2009-2010) (Pau dos Ferros, 01.06.1965–) | Partido do Movimento Democrático Brasileiro (PMDB) | 672   | 4,37 | 2º mandato  |
| 6 | Eraldo Alves de Queiroz (2011-2012) (Pau dos Ferros, 02.06.1964–)                     | Democratas (DEM)                                   | 660   | 4,29 | 4º mandato  |
| 7 | Francisca Itacira Aires Nunes, Bolinha (Pau dos Ferros, 09.05.1956–)                  | Democratas (DEM)                                   | 658   | 4,29 | 1º mandato  |
| 8 | Márcio Jório Fernandes André, Tenente Márcio (Pau dos Ferros, 08.02.1973–)            | Partido da República (PR)                          | 637   | 4,14 | 1º mandato  |
| 9 | Zélia Maria Leite (São Francisco do Oeste, 21.05.1958–)                               | Democratas (DEM)                                   | 544   | 3,54 | 1º mandato  |

## Legislatura de 2005–2008
Estes são os vereadores eleitos nas eleições de 3 de outubro de 2004, pelo período de 1° de janeiro de 2005 a 31 de dezembro de 2008:
|   | Nome                                                                                | Partido                                            | Votos | %    | Observações |
| - | ----------------------------------------------------------------------------------- | -------------------------------------------------- | ----- | ---- | ----------- |
| 1 | Marta Maria Pontes Feitosa Chaves, Marta da 36 (Pau dos Ferros, 29.07.1964–)        | Partido do Movimento Democrático Brasileiro (PMDB) | 1.210 | 8,45 | 1º mandato  |
| 2 | Manoel Gomes da Silva, Nel de Gagaça (Brasília, 09.11.1968–)                        | Partido da Frente Liberal (PFL)                    | 925   | 6,46 | 1º mandato  |
| 3 | Maria do Socorro da Cunha, Socorro do Posto (São João do Rio do Peixe, 23.07.1956–) | Partido do Movimento Democrático Brasileiro (PMDB) | 890   | 6,22 | 3º mandato  |
| 4 | Manoel Augusto de Queiroz, Manoel Florêncio (Pau dos Ferros, 01.06.1965–)           | Partido do Movimento Democrático Brasileiro (PMDB) | 874   | 6,11 | 1º mandato  |
| 5 | Eraldo Alves de Queiroz (Pau dos Ferros, 02.06.1964–)                               | Partido da Frente Liberal (PFL)                    | 789   | 5,51 | 3º mandato  |
| 6 | Glaucione José Garcia (Pau dos Ferros, 16.07.1965–)                                 | Partido Progressista (PP)                          | 595   | 4,16 | 3º mandato  |
| 7 | Tércia Maria Batalha (2005-2008) (Pau dos Ferros, 08.09.1954–)                      | Partido do Movimento Democrático Brasileiro (PMDB) | 592   | 4,14 | 4º mandato  |
| 8 | Ismael Mendes Neto (Luís Gomes, 29.12.1958–)                                        | Partido Progressista (PP)                          | 545   | 3,81 | 2º mandato  |
| 9 | Antonio Avelino do Nascimento (Pau dos Ferros, 02.05.1957–)                         | Partido Progressista (PP)                          | 473   | 3,30 | 1º mandato  |

## Legislatura de 2001–2004
Estes são os vereadores eleitos nas eleições de 1º de outubro de 2000, pelo período de 1° de janeiro de 2001 a 31 de dezembro de 2004:
|    | Nome                                                              | Partido                                            | Votos | %    | Observações |
| -- | ----------------------------------------------------------------- | -------------------------------------------------- | ----- | ---- | ----------- |
| 1  | Maria do Socorro Pontes Feitosa (Pau dos Ferros, 10.11.1946–)     | Partido Progressista Brasileiro (PPB)              | 1.044 | 8,39 | 2º mandato  |
| 2  | João Batista Fernandes Vieira (Marcelino Vieira, 25.03.1942–)     | Partido Progressista Brasileiro (PPB)              | 904   | 7,26 | 1º mandato  |
| 3  | Genilson Pinheiro de Morais (Pau dos Ferros, 21.01.1961–)         | Partido da Social Democracia Brasileira (PSDB)     | 670   | 5,38 | 3º mandato  |
| 4  | Glaucione José Garcia (2001-2004) (Pau dos Ferros, 16.07.1965–)   | Partido Progressista Brasileiro (PPB)              | 666   | 5,35 | 2º mandato  |
| 5  | Heldo Rogério Holanda de Lima (Iguatu, 17.09.1961–)               | Partido do Movimento Democrático Brasileiro (PMDB) | 590   | 4,74 | 1º mandato  |
| 6  | Edvan Severino da Silva (Pau dos Ferros, 04.05.1956–)             | Partido Progressista Brasileiro (PPB)              | 582   | 4,68 | 1º mandato  |
| 7  | Milton França Filho (São Miguel, 04.04.1960–)                     | Partido Progressista Brasileiro (PPB)              | 552   | 4,44 | 2º mandato  |
| 8  | Ismael Mendes Neto (Luís Gomes, 29.12.1958–)                      | Partido Progressista Brasileiro (PPB)              | 524   | 4,21 | 1º mandato  |
| 9  | Tércia Maria Batalha (Pau dos Ferros, 08.09.1954–)                | Partido do Movimento Democrático Brasileiro (PMDB) | 488   | 3,92 | 3º mandato  |
| 10 | Maria do Socorro da Cunha (São João do Rio do Peixe, 23.07.1956–) | Partido do Movimento Democrático Brasileiro (PMDB) | 475   | 3,82 | 2º mandato  |
| 11 | Eraldo Alves de Queiroz (Pau dos Ferros, 02.06.1964–)             | Partido da Frente Liberal (PFL)                    | 432   | 3,47 | 2º mandato  |

## Legislatura de 1997–2000
Estes são os vereadores eleitos nas eleições de 3 de outubro de 1996, pelo período de 1° de janeiro de 1997 a 31 de dezembro de 2000:
|    | Nome                                                              | Partido                                            | Votos | % | Observações |
| -- | ----------------------------------------------------------------- | -------------------------------------------------- | ----- | - | ----------- |
| 1  | José Gilvan Batalha Rocha (Pau dos Ferros1999-2000)               | Partido Progressista Brasileiro (PPB)              | 943   | — | 1º mandato  |
| 2  | Erivaldo Nolasco Gualberto Duarte (Pau dos Ferros, 01.03.1964–)   | Partido da Social Democracia Brasileira (PSDB)     | 743   | — | 1º mandato  |
| 3  | Genilson Pinheiro de Morais (Pau dos Ferros, 21.01.1961–)         | Partido do Movimento Democrático Brasileiro (PMDB) | 616   | — | 2º mandato  |
| 4  | Maria do Socorro Pontes Feitosa (Pau dos Ferros, 10.11.1946–)     | Partido Progressista Brasileiro (PPB)              | 519   | — | 1º mandato  |
| 5  | Francisco Augusto de Queiroz (São Miguel, 29.07.1958–)            | Partido da Social Democracia Brasileira (PSDB)     | 495   | — | 1º mandato  |
| 6  | Glaucione José Garcia (Pau dos Ferros, 16.07.1965–)               | Partido Progressista Brasileiro (PPB)              | 479   | — | 1º mandato  |
| 7  | Maria do Socorro da Cunha (São João do Rio do Peixe, 23.07.1956–) | Partido da Social Democracia Brasileira (PSDB)     | 476   | — | 1º mandato  |
| 8  | Maria de Jesus Pereira (Riacho de Santana, 07.10.1947–)           | Partido Progressista Brasileiro (PPB)              | 474   | — | 1º mandato  |
| 9  | Tércia Maria Batalha (Pau dos Ferros, 08.09.1954–)                | Partido da Social Democracia Brasileira (PSDB)     | 457   | — | 2º mandato  |
| 10 | Eraldo Alves de Queiroz (Pau dos Ferros, 02.06.1964–)             | Partido da Frente Liberal (PFL)                    | 396   | — | 1º mandato  |
| 11 | Milton França Filho (1997-1998) (São Miguel, 04.04.1960–)         | Partido Progressista Brasileiro (PPB)              | 369   | — | 1º mandato  |

## Legislatura de 1989–1992
Estes são os vereadores eleitos nas eleições de 15 de novembro de 1988, pelo período de 1° de janeiro de 1989 a 31 de dezembro de 1992:
|    | Nome                                                                   | Partido | Votos | Observações |
| -- | ---------------------------------------------------------------------- | ------- | ----- | ----------- |
| 1  | Maria Feliciano do Rêgo Torquato (1989-1990) (São Miguel, 05.12.1941–) |         |       | 1º mandato  |
| 2  | Genilson Pinheiro de Morais (Pau dos Ferros, 21.01.1961–)              |         |       | 1º mandato  |
| 3  | José Fausto Magalhães Filho                                            |         |       | 1º mandato  |
| 4  | Tércia Maria Batalha (Pau dos Ferros, 08.09.1954–)                     |         |       | 1º mandato  |
| 5  | João Queiroz de Souza                                                  |         |       | 1º mandato  |
| 6  | Nodje Francisco Diógenes                                               |         |       | 1º mandato  |
| 7  | Francisco Canindé Lima de Oliveira                                     |         |       | 1º mandato  |
| 8  | João Alves de Souza (1989)                                             |         |       | 1º mandato  |
| 9  | Gudêncio Jerônimo de Souza                                             |         |       | 1º mandato  |
| 10 | Francisco Ivo da Silva                                                 |         |       | 1º mandato  |

## Legenda
| Cor  | Significado          |
| Bege | Presidente da Câmara |
| Azul | Suplente             |